# Tellimya tahaia
Tellimya tahaia is een tweekleppigensoort uit de familie van de Lasaeidae. De wetenschappelijke naam van de soort werd in 2012 gepubliceerd door Raines & Huber.